# Gloucestershire
Gloucestershire [ˈglɒstəʃər] ist eine Grafschaft im Südwesten Englands. Die Grafschaft umfasst teilweise das Gebiet der Cotswolds, Teile des flachen, aber fruchtbaren Tales am Fluss Severn und den gesamten Forest of Dean.
Der Verwaltungssitz der Grafschaft ist Gloucester. Andere wichtige Städte sind Cheltenham, Stroud, Cirencester und Tewkesbury. Das heutige Gloucestershire grenzt an Monmouthshire in Wales sowie in England an Herefordshire, South Gloucestershire, Oxfordshire, Worcestershire, Borough of Swindon, Warwickshire und Wiltshire. Gebräuchlich ist die Abkürzung „Glos.“, ebenfalls häufig (aber fehlerhaft) benutzt werden „Gloucs.“ oder „Glouc.“.
Früher gehörte zu Gloucestershire auch die Stadt Bristol, aber seit 1373 wird die Stadt nicht mehr in das Gebiet der Grafschaft einbezogen. Die Gegend von South Gloucestershire ist heute eine eigenständige Unitary Authority, während sie in zeremonieller Hinsicht (d. h. lehnverfassungsrechtlich) nach wie vor Gloucestershire zugeordnet ist.

## Weitere Städte und Ortschaften in der Grafschaft
- Ablington, Adlestrop, Aldsworth, Ampney Crucis
- Badminton, Barnsley, Berkeley, Bibury, Bisley, Blockley, Bourton-on-the-Water, Broad Campden, Brockhampton
- Calcot, Chalford, Charingworth, Chedworth, Cheltenham, Chipping Campden, Churchdown, Cirencester, Coleford, Coln St. Aldwyns, Cowley, Cranham
- Daglingworth, Dumbleton, Duntisbourne Abbots, Dursley
- Eastleach, Ebrington, Evenlode
- Fairford
- Gloucester, Guiting Power
- Hatherop
- Kemerton, Kempsford, Kingscote
- Lansdown, Little Badminton, Longborough, Lower Oddington, Lower Slaughter
- Marshfield, Mickleton, Minchinhampton, Miserden, Moreton-in-Marsh
- Naunton, Newent, North Cerney, Nympsfield
- Old Sodbury, Owlpen
- Painswick
- Slad, Slimbridge, Snowshill, South Cerney, Stanton, Stonehouse, Stow-on-the-Wold, Stroud, Symonds Yat
- Tetbury, Tewkesbury, Thornbury
- Upper Slaughter
- Willesley, Winchcombe, Winson, Wotton-under-Edge

## Sehenswürdigkeiten
- Belas Knap
- Broadway Tower
- Church of St. John the Baptist, Cirencester
- Churchdown Hill
- Cirencester Castle
- Cotswolds Distillery
- Cotswolds Lavender
- Die römische Villa in Chedworth
- Devil’s Chimney
- Dover’s Hill, Hügel bei Chipping Campden
- Ebrington Manor
- Kathedrale von Gloucester
- Hazleton North
- Hailes Abbey
- Hidcote Manor
- Highgrove House
- Long Barrow von Nympsfield
- Miserden Castle
- Owlpen Manor, Herrenhaus aus dem 15. Jahrhundert in Owlpen
- Snowshill Manor and Garden, Herrenhaus aus dem 16. Jahrhundert in Snowshill, Teil des National Trust
- South Cerney Castle
- St. Mary’s Priory Church, Deerhurst
- Stanway House, Herrenhaus aus dem 16. Jahrhundert in Stanway
- Sudeley Castle
- Tewkesbury Abbey
- Thornbury Castle
- Uley Long Barrow
- Whittington Court, Herrenhaus aus dem 12. Jahrhundert nahe Cheltenham
- Windmill Tump
- Woodchester Mansion, Herrenhaus aus dem 19. Jahrhundert nahe Nympsfield
- Wotton Hill, Hügel in den Cotswolds

## Kulinarische Spezialitäten
- Cerney Pyramid (Käse)
- Cider
- Double Gloucester
- Gloucester (Käse)
- Hereford Hop (Käse)
- May Hill Green (Käse)
- Stinking Bishop (Käse)

## Sonstiges
Eine regelmäßige Unterhaltungsveranstaltung in Cooper's Hill bei Brockworth ist das viertägige Käserennen.